# 阿泰尔诺-佩斯卡拉河
阿泰尔诺-佩斯卡拉河（義大利語：Aterno-Pescara），是位於義大利中部阿布魯佐大區的一條河流，注入亚得里亚海。
阿泰尔诺-佩斯卡拉河流經拉奎拉。 